# 적황토기 문화
적황토기 문화(La Almagra Pottery culture)는 오늘날의 스페인 지역의 신석기 시대 유적지에서 다수 발견되는 황토 재질 토기 문화를 말한다. 신석기 시대의 다른 토기 문화권과 어떤 관계가 있는지는 밝혀진 바 없다.
기원전 제6천년기에 안달루시아 지방에 처음 농업이 보급되었다. 농업이 어디서 전래된 것인지 출처는 불명확하나 북아프리카가 유력한 후보로 거론된다.